# Mariano Hernández Zapata
Mariano Hernández Zapata, né le 26 août 1982 à Los Llanos de Aridane dans les îles Canaries, est un homme politique espagnol membre du Parti populaire (PP).

## Biographie

### Vie privée
Il est célibataire.

### Activités politiques
Il est élu conseiller municipal de Los Llanos de Aridane en mai 2011 puis désigné adjoint au maire chargé des Finances, des Eaux et de la Sécurité citoyenne. Il est conseiller au cabildo insulaire de La Palma à partir de cette même date.
Le 20 décembre 2015, il est élu sénateur pour La Palma au Sénat et réélu en 2016.
Candidat du Parti populaire à la présidence du cabildo insulaire de La Palma lors des élections de mai 2019, il obtient six conseillers. Il obtient la présidence de l'institution après s'être allié avec le Parti socialiste ouvrier espagnol (PSOE) et avoir fait voter une motion de censure contre le président en place issu de la Coalition canarienne (CC).